# トランスポートタイクーン
『トランスポートタイクーン』（英：Transport Tycoon）は1994年にマイクロプローズより発売された経営シミュレーションゲーム。

## 概要
プレイヤーは運輸会社の経営者となり鉄道、バス・トラック、航空機、船舶を使って駅・停留所や線路・道路などの施設を建設し車両を運用し、都市間での旅客や産業拠点間で貨物を輸送し、資金を稼いでいく。日本語版は1995年9月22日に伊藤忠商事より発売された。
第1作では1930年から2030年までの期間で、時代の変遷とともに鉄道であれば腕木信号や蒸気機関車のみから色灯式信号やディーゼル車・電車・モノレールの登場など車両や建物などのグラフィックが変化する。5万ポンド（円設定の場合は2000万円）の借入金を元手に経営し、2030年までゲームを継続すると「Hall of Fame（殿堂）」の画面でハイスコアが登録され、その後は新たな車両の登場は無いものの無期限にプレイ続行が可能となっている。
収益は輸送量や距離や所要時間により増減し、郵便は価値が下がるのが低く短距離向き、石炭は価値が下がるのが低く長距離大量輸送向きなど輸送品目によって収益の性質も変化する。都市や各停留所には評価点があり、サービスを向上させると評価値が高まりサービスの低下や都市内での頻繁な解体を行うと低下し低評価となった都市では建設活動が不可能となる。ゲームの進行に応じ外的要因により都市を拡大できる他、新たな産業拠点が随時設置される一方、生産量の低い拠点は閉鎖される。また特定のルート・輸送品目が指定され最初に輸送した会社に助成金が与えられる場合がある。
輸送品目

第1作並びにDeluxe版温帯マップでの産業拠点と輸送品目の流れ。

- 旅客（Passanger）・郵便（Mail） - 都市（Town）間や海上油田（Oil rig）へ輸送。
- 石炭（Coal） - 炭鉱（Coal Mine）で産出、発電所（Power Station）へ輸送。
- 木材（Wood） - 森林（Forest）で産出、製材所（Sawmill）へ輸送。
- 鉄鉱石（Iron ore） - 鉄鉱山（Iron ore mine）で産出、製鉄所（Steel mill）へ輸送。
- 鋼鉄（Steel） - 鉄鉱石の供給を受け製鉄所で生産、工場（Factory）へ輸送。
- 穀物（Grain）・家畜（Livestock） - 農場（Farm）で産出、工場へ輸送。
- 原油（Oil） - 油田（Oil wells）・海上油田から産出、製油所（Oil refinery）へ輸送。
- 商品（Goods） - 工場で鋼鉄・穀物・家畜、製材所で木材、製油所で原油の供給を受け生産、都市へ輸送。
- 貴重品（Valuables） - 銀行（Bank）間で輸送。

1995年にはマップエディターや火星を舞台としたマップを収録した派生ソフト「Transport Tycoon World Editor」、同年には改良版「Transport Tycoon Deluxe」が発売された。2024年にはAtari SAがクリス・ソイヤーから本作品の知的財産権を取得した。

## Transport Tycoon Deluxe
1995年に追加要素を加えたバージョンとして「Transport Tycoon Deluxe」を発売。日本語版はアンバランスから販売され、「いろんなのりものネットワークゲーム」のキャッチコピーが付けられた。
英語版のTransPort Tycoon Deluxeは、後年有志によってプログラムの解析が行われ、TTDPatchというパッチプログラムが作成・公開された。このパッチプログラムを使用する事によりバグや欠点の改善、新しい要素の追加などができる他、ユーザーが新規に作成した乗物や建物などのオブジェクトをゲームに取り込んでプレイする事も可能になった。
追加要素
- マップ - これまでの温帯気候のマップに加えて産業の違う寒帯・熱帯・おもちゃの国の3種のマップが追加され、寒帯では食料・熱帯では水の供給が都市の発展に必要となるなどの環境となっている。またカスタムマップ・シナリオのエディターも組み込まれた。
- プレイ期間 - 従来の1930年からの100年間から1950年 - 2050年の100年間とした。
- ネットワーク対戦 - インターネットを用いたマルチプレイヤー対戦が可能。
- 施設 - 鉄道では一方通行型の信号や磁気浮上式鉄道、航空ではヘリポートの建設を追加。
- 車両 - 船舶を除き実在の名称から商標権の問題により架空の名称に変更、また1940年代以前の車両を削除。船舶・航空機は別種類の貨物積載を行う改造が可能となった。
- 名称変更 - 車両名・駅名・自治体の名称の変更を可能とした。
- 株式売買 - ライバル企業の株式の購入が可能、全株を買い占めるとプレイヤーの自社へ合併となる。

## 移植
家庭用ゲーム機での移植にはセガサターン版（イマジニア・1997年11月20日発売）とプレイステーション版（アンバランス・1998年8月6日発売）の『トランスポートタイクーン3D』が存在する。
評価
ゲーム誌『SEGA SATURN MAGAZINE』では6・5・6の合計17点（満30点）。レビュアーは「あらゆる物流を再現し生産・加工・消費の3原則が守られてれば良い、シム系より一歩踏み込んでいる、コマンドが過多で土地の傾斜が不明瞭、トピックスがあればライバル会社の事であろうと否応なく発生地に飛び不便、1マップのセーブに1500メモリの大容量が必要なのは何事か、かなりの根気と広い心が必要」「地味でコツコツ遊ぶ印象で実際には足りない物資を運び街を発展させ人口を増やす内容、生産・加工・消費の流れがちゃんと成り立っているがグラフィックが貧相でスーパーファミコン作品を彷彿とさせた、つまらなくはないが複雑なので勉強してからプレイすべき」「シムシティのようなA列車でいこうといった様相、物流経営が目的でシミュレーションゲームとしては異質で面白い、時間の経過につれ車両管理が面倒になる他キーレスポンスとボタン配置が最悪で複雑な内容に拍車をかけている」と評価した。
ゲーム誌『週刊ファミ通』のクロスレビューではセガサターン版が6・6・6・6の合計24点（満40点）。レビュアーは「シムシティの交通整備の面白さを特化し経営の楽しさを混ぜている、この手の作品の愛好者ならスムーズに取り掛かれる、難易度をハードにしライバルを早めに登場させれば燃えやすく上達も早い」「A列車で行こうに類似し、人や物の目的を持った移動を考えつつ交通網を張り巡らせるのが楽しくライバルが居るのも面白いが、劣悪な操作性が台無しで非常に勿体ない、何とか耐えられるならばハマれる」「需要・供給を考慮し交通網を繋げる作業は熱中できるが、それ以前に操作の煩雑さにいらつき手間どる一方、ライバルのコンピューターの作業速度が速く面白さが分かる前に投げ出しそう」「見た目や箱庭的造形はシムシティと似ているが面白さは異なる、同じフィールドにライバル会社が存在するシステムが良く競争により熱中度が高まる」と評価した。

## OpenTTD
過去にソースコードが公開されたことがあり、そのソースコードを元に書き直されたソースコードがオープンソース化されてOpenTTDとなり、世界中の有志の手により開発が続けられている。